# Rudolf Faltermeier
Rudolf Faltermeier (* 12. Februar 1926 in Kelheim; † 4. Februar 2012) war ein deutscher Politiker (SPD).

## Leben
Faltermeier wuchs mit vier Geschwistern in Weltenburg auf, besuchte die dortige Volksschule und später die Berufsschule in Kelheim. Ende 1943 wurde er in den Frontdienst nach Russland eingezogen und besuchte die Schule V für Fahnenjunker der Infanterie in Brünn. Während des Zweiten Weltkriegs zog er sich schwere Verletzungen zu und musste operiert werden. 1947 begann Faltermeier als Laborant bei der Firma Zellstoff, bei der er vor dem Krieg noch eine Lehre in diesem Beruf machte. Von 1954 bis 1962 war er Sozialrichter am Sozialgericht Landshut.
Vom 1. Mai 1956 bis zu seinem Tod war Faltermeier Mitglied des Kelheimer Kreistages. Ebenfalls vom 1. Mai 1956 bis 1967 gehörte er dem Kelheimer Stadtrat an. Von 1962 bis 1966 war er auch Mitglied des Bayerischen Landtages. Im März 1967 wurde Faltermeier Landrat des Landkreises Kelheim. 1972 wurde er wieder gewählt, so dass er dieses Amt bis zum 30. April 1978 innehatte.
Faltermeier war von November 1947 an mit seiner 2006 verstorbenen Frau verheiratet. Aus dieser Ehe gingen zwei Söhne hervor. Einer von ihnen ist Hubert Faltermeier, ebenfalls ehemaliger Kelheimer Landrat. Ferner hatte Rudolf Faltermeier drei Enkel und zwei Urenkel.

## Auszeichnungen
- Bundesverdienstkreuz am Bande (1. September 1976)[1]
- Kommunale Verdienstmedaille in Silber (1995)
- Ehrenring in Gold des Landkreises Kelheim (2001)
- Kommunale Verdienstmedaille in Gold (2006)
- Ehrenbürger der Stadt Kelheim (2006)
- Bayerische Verfassungsmedaille in Silber (Dezember 2011)